# Yoga Hosers
Pour plus de détails, voir Fiche technique et Distribution.
Yoga Hosers est un film américain réalisé par Kevin Smith, sorti en 2016. C'est le second film de la trilogie True North, après Tusk (2014). C'est un spin-off centré sur les personnages de Colleen McKenzie et Colleen Collette, respectivement incarnées par Harley Quinn Smith et Lily-Rose Depp.

## Synopsis
Colleen McKenzie et Colleen Collette, 15 ans, sont fans de yoga. Après les cours, elles travaillent ensemble dans un magasin, le Eh-2-Zed, à Winnipeg. Lors d'une soirée, elles se retrouvent confrontées à une force maléfique et mythique.

## Fiche technique
Sauf indication contraire, les informations mentionnées dans cette section peuvent être confirmées par la base de données cinématographiques IMDb,  présente dans la section « Liens externes ».
- Titre original : Yoga Hosers
- Réalisation et scénario : Kevin Smith
- Direction artistique : Brett McKenzie
- Décors : Cabot McMullen
- Costumes : Carol Beadle
- Photographie : James Laxton
- Montage : Kevin Smith
- Musique : Christopher Drake
- Production : Elizabeth Destro et Jordan Monsanto

Coproducteurs : Luke Daniels, John Hinkson, Jordan Kessler
- Sociétés de production : Abbolita Productions, Destro Films, Invincible Pictures, SModcast Pictures, Starstream Entertainment et XYZ Films
- Budget : 5 000 000 $[3]
- Pays d'origine : États-Unis
- Langues originales : anglais, français québécois et allemand
- Genre : comédie horrifique et fantastique
- Durée : 88 minutes
- Dates de sortie[4] :
  - États-Unis : 24 janvier 2016 (festival du film de Sundance 2016)
  - Suisse : 3 juillet 2016 (festival international du film fantastique de Neuchâtel 2016)
  - France : 12 mars 2017 (vidéo à la demande)

## Distribution
- Lily-Rose Depp (VFB : Helena Coppejans) : Colleen Collette
- Harley Quinn Smith (VFB : Manon Hanseeuw) : Colleen McKenzie
- Johnny Depp (VF : Bruno Choël) : Guy Lapointe
- Vanessa Paradis (VF : elle-même): Mme Maurice
- Justin Long (VFB : Nicolas Matthys) : Yogi Bayer
- Ralph Garman (VFB : Franck Dacquin) : Andronicus Arcane
- Austin Butler (VFB : Pierre Lebec) : Hunter Calloway
- Tony Hale (VFB : Simon Duprez) : Bob Collette
- Tyler Posey : Gordon Greenleaf
- Génesis Rodríguez : Miss Wicklund
- Haley Joel Osment : Adrien Arcand
- Natasha Lyonne (VF : Nathalie Stas) : Tabitha
- Kevin Smith : les Bratzis
- Adam Brody : Ichabod
- Jason Mewes : un policier
- Kevin Conroy : Canadian Bat, Man!
- Sasheer Zamata : Principle Invincible
- Danielle Andrade : un acteur
- Harley Morenstein : Toilet Paper Man
- Stan Lee : Dispatcher (caméo)

## Production

### Genèse et développement
Peu avant la sortie de Tusk, Kevin Smith annonce qu'il a écrit un spin-off titré Yoga Hosers, avec plusieurs personnages de Tusk.
Il est ensuite révélé que Yoga-Hosers sera un film d'action/aventure et qu'il fera office de second film de la trilogie True North, débutée avec Tusk.

### Attribution des rôles
Johnny Depp reprend son rôle de Guy Lapointe, tenu dans Tusk. Par ailleurs, sa fille Lily-Rose interprète le rôle de Colleen Collette, alors que la fille du réalisateur Kevin Smith, Harley Quinn, incarne Colleen McKenzie.
Jason Mewes a joué dans la plupart des films de Kevin Smith (Clerks : Les Employés modèles, Les Glandeurs, Méprise multiple, Dogma, Jay et Bob contre-attaquent, Clerks 2 et Zack et Miri font un porno), généralement en tant que Jay, moitié du tandem Jay et Silent Bob.
Le célèbre auteur de comics Stan Lee réalise ici un caméo. Il en avait déjà fait un dans un autre film de Kevin Smith, Les Glandeurs sorti en 1995.

### Tournage
Le 20 août 2014, le réalisateur-scénariste Kevin Smith annonce sur Twitter le début du tournage. Il se déroule notamment à Los Angeles. Il s'achève en janvier 2015.

## Suite
Kevin Smith a annoncé que la trilogie True North serait conclue par le film Moose Jaws, décrit comme « Les Dents de la mer avec un orignal ». Le tournage devait avoir lieu début 2016. Mais Kevin s'est finalement concentré sur d'autres projets.